# (21698) McCarron
(21698) McCarron (1999 RD56) – planetoida z pasa głównego asteroid okrążająca Słońce w ciągu 4,03 lat w średniej odległości 2,53 j.a. Odkryta 7 września 1999 roku.